# Conops platyfrons
Conops platyfrons är en tvåvingeart som beskrevs av Krober 1915. Conops platyfrons ingår i släktet Conops och familjen stekelflugor.
Artens utbredningsområde är Kongo. Inga underarter finns listade i Catalogue of Life.